# Jan Nissar Akhtar
Jan Nissar Akhtar (ur. 1913, zm. 1976) – poeta piszący w języku urdu, uważany za jednego z najważniejszych poetów lirycznych urdu swych czasów. 
Znany był z subtelnej ekspresji wierszy, które były jednocześnie odbiciem jego własnych doświadczeń życiowych. Pisał językiem przejrzystym i zrozumiałym dla ogółu, unikał wyszukanego słownictwa. Napisał też wiele znanych gazeli, które były często wykorzystywane przez producentów Bollywood.